# René-François Régnier
René-François Régnier (* 17. Juli 1794 in Saint-Quentin-lès-Beaurepaire; † 3. Januar 1881 in Cambrai) war ein französischer römisch-katholischer Geistlicher, Erzbischof von Cambrai und Kardinal.

## Leben
René-François Régnier studierte am Seminar von Angers. Die Priesterweihe empfing er am 19. Dezember 1818. Im Bistum Angers war er anschließend sieben Jahre lang als Vikar in Beaupréau und Rektor einer staatlichen Schule tätig. Er war Ehrendomherr des Metropolitankapitels und zehn Jahre lang Generalvikar der Diözese Angers.
Zum Bischof von Angoulême wurde René-François Régnier am 22. Juli 1842 erwählt. Die Bischofsweihe spendete ihm am 25. September desselben Jahres im Seminar von Saint-Sulpice in Paris der Erzbischof von Paris, Denis Auguste Affre; Mitkonsekratoren waren Erzbischof Pierre-Dominique-Marcellin Bonamie SS.CC. und François Morlot, erwählter Erzbischof von Tours. Sein Wahlspruch als Bischof war Charitas Christi urget nos („Die Liebe Christi drängt uns“, 2. Korinther 5,14 ). René-François Régnier wurde am 9. November 1847 Päpstlicher Thronassistent. Am 30. September 1850 wurde er zum Erzbischof von Cambrai erhoben. Er war Teilnehmer des Ersten Vatikanischen Konzils.
Papst Pius IX. kreierte ihn im Konsistorium vom 22. Dezember 1873 zum Kardinalpriester. Die Titelkirche Santissima Trinità al Monte Pincio erhielt René-François Régnier am 4. Mai 1874, den Kardinalshut am 31. Dezember 1877. Er war Teilnehmer am Konklave 1878, das Papst Leo XIII. wählte.
René-François Régnier wurde in der Kathedrale von Cambrai beigesetzt.

## Auszeichnungen
- Großkreuz des k.u. Sankt Stephans-Ordens, 1878.